# Roeselare
Roeselare (en francés, Roulers) es un municipio de la región de Flandes, en la provincia de Flandes Occidental, Bélgica. A comienzos de 2018 contaba con una población total de 62 301 personas.

## Historía
El término fue escenario de una victoria francesa sobre los austriacos en 1794.

## Geografía
Se encuentra ubicada al oeste del país, al centro de la provincia entre Brujas y Cortrique, y esta bañada por el Río Mandel.
La extensión del término es de 59,79 km², con una densidad de población de 1041,93 habitantes por km².

### Secciones del municipio
El municipio comprende los antiguos municipios, que se fusionaron en 1977:
| - Roeselare - Beveren - Oekene - Rumbeke |

## Demografía

### Evolución
Todos los datos históricos relativos al actual municipio, el siguiente gráfico refleja su evolución demográfica, incluyendo municipios después de efectuada la fusión el 1 de enero de 1977.
| Gráfica de evolución demográfica de Roeselare entre 1846 y 2020 |
|                                                                 |

## Deportes
Roeselare era la sede del equipo de fútbol KSV Roeselare, desaparecido en 2020. El club actual de la ciudad es el SK Roeselare, que compite en la División Nacional 1.

## Enlaces relacionados
- Sitio oficial del término municipal de Roeselare
- Wikimedia Commons alberga una categoría multimedia sobre Roeselare.

- Datos: Q211037
- Multimedia: Roeselare / Q211037

1. ↑  Worldpostalcodes.org, código postal n.º 8800.